# Ciré-d'Aunis
Ciré-d'Aunis est une commune du Sud-Ouest de la France située dans le département de la Charente-Maritime, en région Nouvelle-Aquitaine.
Ses habitants sont appelés les Ciréens et les Ciréennes.

## Géographie

### Localisation et accès
Ciré-d'Aunis se situe à environ 28 km au sud-est de La Rochelle et à 14 km au nord de Rochefort.

### Communes limitrophes
|              | Le Thou          | Landrais (sur 70 m) |
| Ballon       | Ciré-d'Aunis     | Ardillières         |
| Breuil-Magné | Loire-les-Marais | Muron               |

### Hydrographie
Faisant entièrement partie du marais de Rochefort, la commune est irriguée par de très nombreux canaux dont le plus important est le canal de Charras dont la construction a été entreprise au début du XVIIIe siècle et s'est achevée en 1812.

## Urbanisme

### Typologie
Au 1er janvier 2024, Ciré-d'Aunis est catégorisée bourg rural, selon la nouvelle grille communale de densité à 7 niveaux définie par l'Insee en 2022.
Elle est située hors unité urbaine. Par ailleurs la commune fait partie de l'aire d'attraction de La Rochelle, dont elle est une commune de la couronne,. Cette aire, qui regroupe 72 communes, est catégorisée dans les aires de 200 000 à moins de 700 000 habitants,.

### Occupation des sols
L'occupation des sols de la commune, telle qu'elle ressort de la base de données européenne d’occupation biophysique des sols Corine Land Cover (CLC), est marquée par l'importance des territoires agricoles (93,6 % en 2018), une proportion sensiblement équivalente à celle de 1990 (93,3 %). La répartition détaillée en 2018 est la suivante : 
terres arables (53,9 %), prairies (23,2 %), zones agricoles hétérogènes (16,6 %), zones urbanisées (3,2 %), forêts (3,2 %). L'évolution de l’occupation des sols de la commune et de ses infrastructures peut être observée sur les différentes représentations cartographiques du territoire : la carte de Cassini (XVIIIe siècle), la carte d'état-major (1820-1866) et les cartes ou photos aériennes de l'IGN pour la période actuelle (1950 à aujourd'hui).

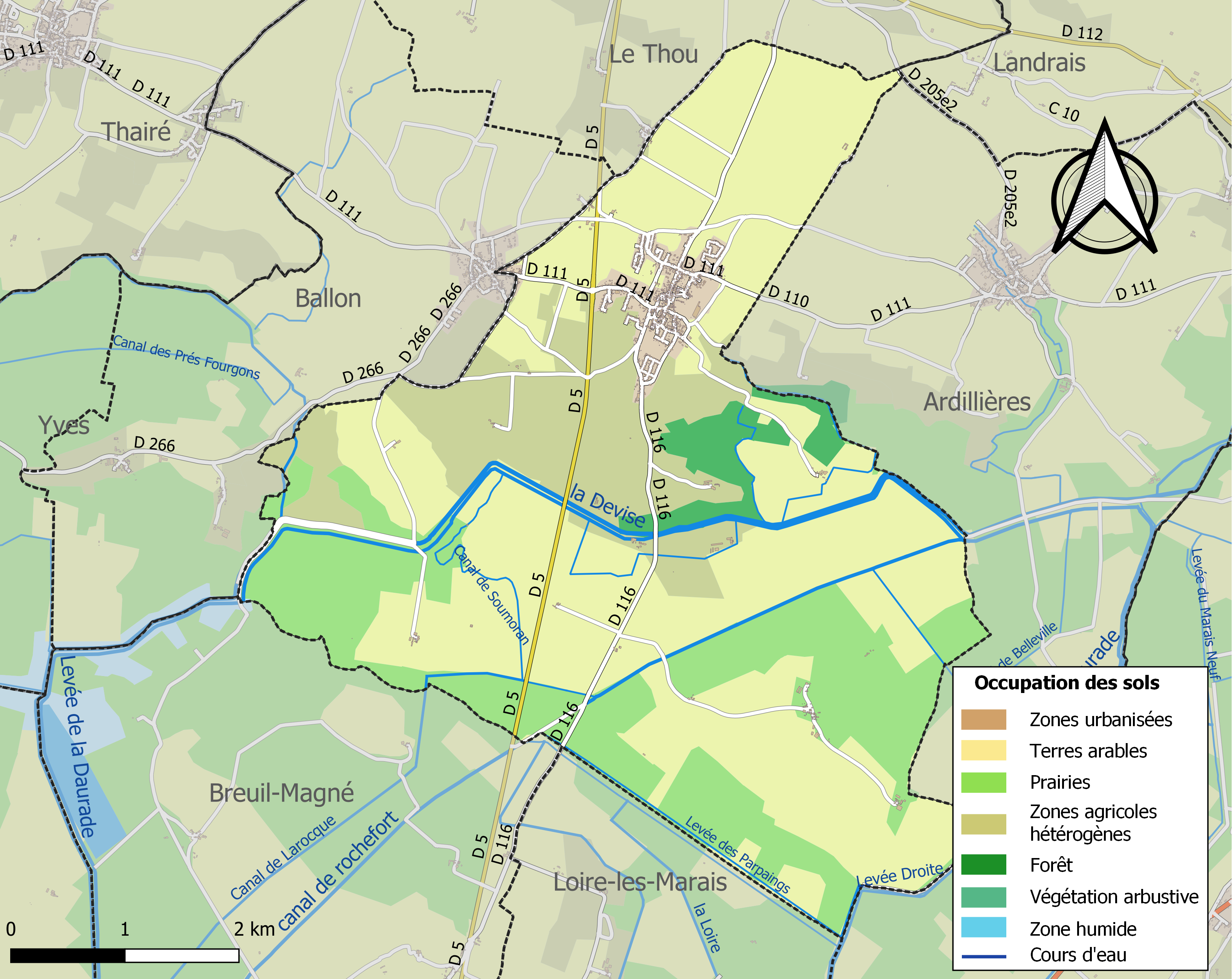
Carte des infrastructures et de l'occupation des sols de la commune en 2018 (CLC).

### Risques majeurs
Le territoire de la commune de Ciré-d'Aunis est vulnérable à différents aléas naturels : météorologiques (tempête, orage, neige, grand froid, canicule ou sécheresse), inondations, mouvements de terrains et séisme (sismicité modérée). Il est également exposé à un risque technologique,  le transport de matières dangereuses. Un site publié par le BRGM permet d'évaluer simplement et rapidement les risques d'un bien localisé soit par son adresse soit par le numéro de sa parcelle.

#### Risques naturels
Certaines parties du territoire communal sont susceptibles d’être affectées par le risque d’inondation par débordement de cours d'eau, notamment la Devise et . La commune a été reconnue en état de catastrophe naturelle au titre des dommages causés par les inondations et coulées de boue survenues en 1982, 1993, 1999, 2007 et 2010,.

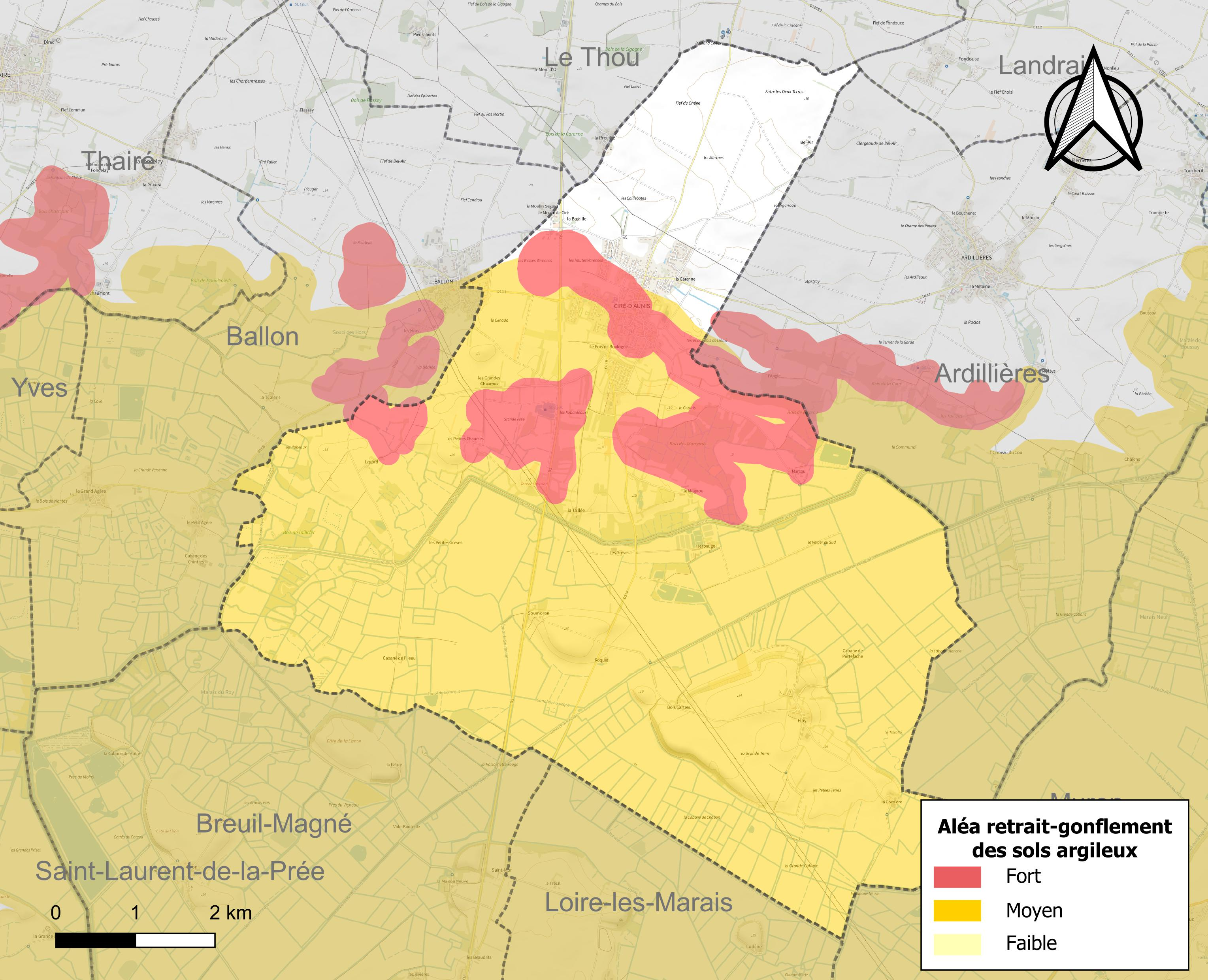
Carte des zones d'aléa retrait-gonflement des sols argileux de Ciré-d'Aunis.

Les mouvements de terrains susceptibles de se produire sur la commune sont des tassements différentiels.
Le retrait-gonflement des sols argileux est susceptible d'engendrer des dommages importants aux bâtiments en cas d’alternance de périodes de sécheresse et de pluie. 86,6 % de la superficie communale est en aléa moyen ou fort (54,2 % au niveau départemental et 48,5 % au niveau national). Sur les 601 bâtiments dénombrés sur la commune en 2019,  412 sont en aléa moyen ou fort, soit 69 %, à comparer aux 57 % au niveau départemental et 54 % au niveau national. Une cartographie de l'exposition du territoire national au retrait gonflement des sols argileux est disponible sur le site du BRGM,.
Par ailleurs, afin de mieux appréhender le risque d’affaissement de terrain, l'inventaire national des cavités souterraines permet de localiser celles situées sur la commune.
Concernant les mouvements de terrains, la commune a été reconnue en état de catastrophe naturelle au titre des dommages causés par la sécheresse en 2005 et 2011 et par des mouvements de terrain en 1999 et 2010.

#### Risques technologiques
Le risque de transport de matières dangereuses sur la commune est lié à sa traversée par une ou des infrastructures routières ou ferroviaires importantes ou la présence d'une canalisation de transport d'hydrocarbures. Un accident se produisant sur de telles infrastructures est susceptible d’avoir des effets graves sur les biens, les personnes ou l'environnement, selon la nature du matériau transporté. Des dispositions d’urbanisme peuvent être préconisées en conséquence.

## Histoire et toponymie
Selon Ernest Nègre, le toponyme est issu du nom de propriétaire gallo-romain Cyraeus, suivi du suffixe -acum.
Le 27 janvier 1894, Ciré prend le nom de Ciré-d'Aunis.

## Administration

### Liste des maires
| Période                                  | Période  | Identité               | Étiquette | Qualité   |
| ---------------------------------------- | -------- | ---------------------- | --------- | --------- |
| 2001                                     | 2007     | Gilles Raboteau        |           |           |
| 2007                                     | 2014     | Danielle Tesseron      | SE        | Retraitée |
| 2014                                     | 2020     | Jean-Michel Capdeville | UDI       | Employé   |
| 2020                                     | En cours | Alisson Curty          | [RN]      | Employé   |
| Les données manquantes sont à compléter. |          |                        |           |           |

## Démographie

### Évolution démographique
L'évolution du nombre d'habitants est connue à travers les recensements de la population effectués dans la commune depuis 1793. Pour les communes de moins de 10 000 habitants, une enquête de recensement portant sur toute la population est réalisée tous les cinq ans, les populations de référence des années intermédiaires étant quant à elles estimées par interpolation ou extrapolation. Pour la commune, le premier recensement exhaustif entrant dans le cadre du nouveau dispositif a été réalisé en 2007.

En 2022, la commune comptait 1 560 habitants, en évolution de +16,85 % par rapport à 2016 (Charente-Maritime : +4,04 %, France hors Mayotte : +2,11 %).
| 1793 | 1800 | 1806 | 1821 | 1831 | 1836 | 1841 | 1846 | 1851 |
| ---- | ---- | ---- | ---- | ---- | ---- | ---- | ---- | ---- |
| 960  | 880  | 890  | 843  | 926  | 932  | 934  | 988  | 933  |

| 1856 | 1861 | 1866 | 1872 | 1876 | 1881 | 1886 | 1891 | 1896 |
| ---- | ---- | ---- | ---- | ---- | ---- | ---- | ---- | ---- |
| 890  | 919  | 832  | 845  | 860  | 854  | 828  | 781  | 804  |

| 1901 | 1906 | 1911 | 1921 | 1926 | 1931 | 1936 | 1946 | 1954 |
| ---- | ---- | ---- | ---- | ---- | ---- | ---- | ---- | ---- |
| 784  | 781  | 743  | 715  | 670  | 663  | 623  | 512  | 562  |

| 1962 | 1968 | 1975 | 1982 | 1990 | 1999 | 2006  | 2007  | 2012  |
| ---- | ---- | ---- | ---- | ---- | ---- | ----- | ----- | ----- |
| 582  | 569  | 635  | 735  | 686  | 804  | 1 095 | 1 136 | 1 180 |

| 2017  | 2022  | - | - | - | - | - | - | - |
| ----- | ----- | - | - | - | - | - | - | - |
| 1 361 | 1 560 | - | - | - | - | - | - | - |

### Pyramide des âges
La population de la commune est relativement jeune.
En 2018, le taux de personnes d'un âge inférieur à 30 ans s'élève à 37,7 %, soit au-dessus de la moyenne départementale (29 %). À l'inverse, le taux de personnes d'âge supérieur à 60 ans est de 19,8 % la même année, alors qu'il est de 34,9 % au niveau départemental.
En 2018, la commune comptait 687 hommes pour 694 femmes, soit un taux de 50,25 % de femmes, légèrement inférieur au taux départemental (52,15 %).
Les pyramides des âges de la commune et du département s'établissent comme suit.
| Hommes | Classe d’âge | Femmes |
| ------ | ------------ | ------ |
| 0,4    | 90 ou +      | 1,2    |
| 5,8    | 75-89 ans    | 5,6    |
| 12,2   | 60-74 ans    | 14,4   |
| 20,4   | 45-59 ans    | 18,0   |
| 23,0   | 30-44 ans    | 23,6   |
| 16,8   | 15-29 ans    | 16,2   |
| 21,3   | 0-14 ans     | 21,0   |

| Hommes | Classe d’âge | Femmes |
| ------ | ------------ | ------ |
| 1,1    | 90 ou +      | 2,6    |
| 10,1   | 75-89 ans    | 12,6   |
| 22     | 60-74 ans    | 23,2   |
| 20,1   | 45-59 ans    | 19,7   |
| 16,1   | 30-44 ans    | 15,6   |
| 15,2   | 15-29 ans    | 12,7   |
| 15,4   | 0-14 ans     | 13,6   |

## Culture locale et patrimoine

### Lieux et monuments

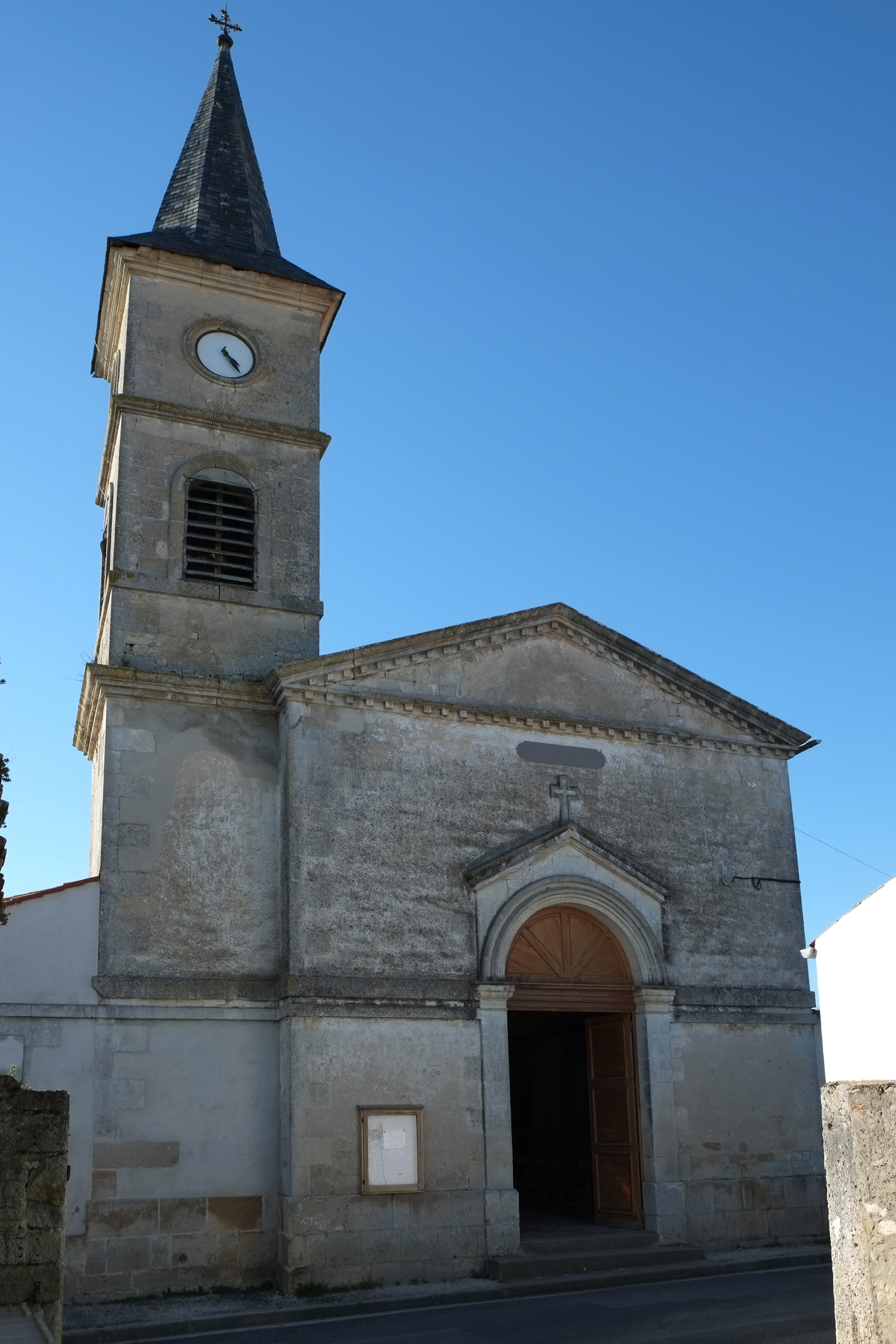
Église de la Nativité de la Sainte-Vierge.

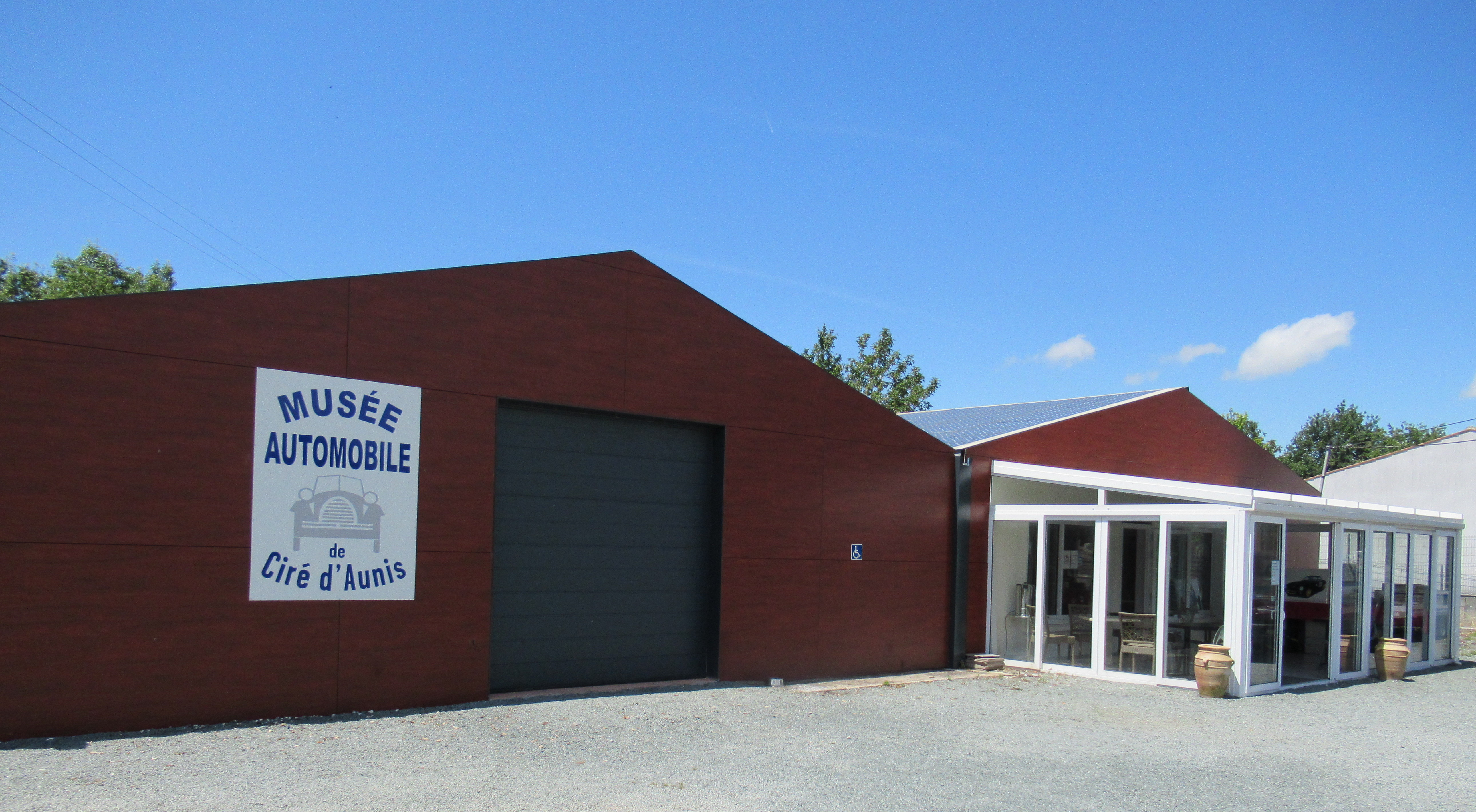
Le musée de l'automobile

- L'église de la Nativité de la Sainte-Vierge.
- Le monument aux morts. Durant de nombreuses années, ce monument était situé sur la place centrale du bourg : la place de la Croix-Jaune ; mais il a dû être déplacé sur la pelouse de la mairie de la commune, quelques centaines de mètres plus loin.
- Le musée automobile, ouvert en 2019, ce musée comprend 57 voitures, une dizaine de motos et plus de 150 plaques émaillées.

### Héraldique
| Blason de Ciré-d'Aunis | Blason  | D'azur semé d'étoiles d'or, au lion d'or brochant. |
| Blason de Ciré-d'Aunis | Détails | Le statut officiel du blason reste à déterminer.   |